# パワーボム

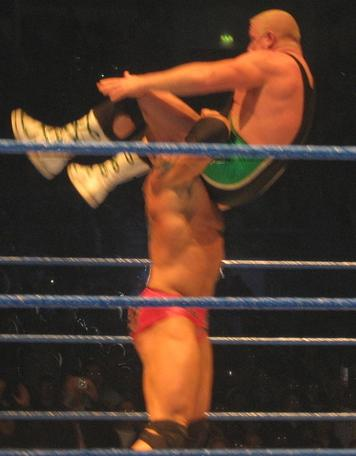
バティスタによるシットダウン・ジャンピング・パワーボム（バティスタ・ボム）。

パワーボム（Powerbomb）は、プロレス技の一種である。

## 概要
前屈みになった相手の胴体にパイルドライバーの要領で両腕を回し、抱えるようにクラッチして、背中を大きく反らせた反動で相手の体を肩の高さまで持ち上げ、そのまま相手の背中を叩きつける。
多くの場合は相手を叩きつけたあとエビ固めからピンフォールの体勢に持ち込む。改良系として相手を背中から叩きつけたあとフォールせずに投げ捨てる投げっ放し式（投げ捨て式、ホイップ式）も存在する。
パワーボムを仕掛ける形からスタンプ・ホールドと呼ばれることもある。パワーボムからボム系と呼ばれる派生技が多く生まれた。レスラーによってはパワーボムがかかるか、かからないかの攻防が大きな見せ場となっている。
総合格闘技、組み技系格闘技ではバスターと呼ばれている。相手が三角絞めを仕掛けた際には相手をパワーボムの要領で持ち上げて叩きつける場面がよく見られる。柔術では禁止している大会が多い。

## 遍歴
パワーボムの原型はルー・テーズが使用していたオリジナル技のリバース・スラムで、今で言う投げっ放し式に近かった。
日本での初公開は、1968年1月17日の国際プロレス宮城県スポーツセンター大会であり、テーズ対豊登戦でパワーボムを受けた豊登は失神している。テーズ式パイルドライバーと呼ばれることもあるがテーズはパイルドライバーを嫌っていた。アントニオ猪木も1977年のザ・モンスターマンとの異種格闘技戦で使用していた。
その後、テーズはテリー・ゴディにパワーボムを直接伝授してゴディの手によって現在のパワーボムが完成。その際にテーズは相手を叩きつけたあと、そのままエビ固めの体勢からピンフォールを奪えるような形をゴディに指導して、これが現在のパワーボムの元になった。その後、日本では天龍源一郎、アメリカではシッド・ビシャスなどによって広められた。

## 名手
日本において、前述のテリー・ゴディに加えて天龍源一郎が使い始めたあたりから使い手が増えた。日本で最初にゴディのパワーボムを受けたのは天龍。ゴディが両膝をつく形で落としていたのに対して、天龍は相撲の股割りを応用して両足の裏をつけたまま両膝を曲げて、しゃがみ込み、落下のダメージよりも体重を乗せてがっちり、エビ固めで押さえ込むことを重視している。その違いからゴディはスタンプ式、天龍はホールド式と呼ばれることもある。天龍の影響で、ゴディもしゃがみ込むようにして決める形のパワーボムを使用するようになった（片膝をついてしゃがみ込むようにすることが多かった）。
天龍はホールド式でジャイアント馬場、アントニオ猪木、ジャンボ鶴田、2代目タイガーマスク、川田利明、小橋建太、田上明、長州力、藤波辰爾、武藤敬司、蝶野正洋、橋本真也、大仁田厚、高田延彦などのトップレスラーからピンフォールを奪っている。
女子レスラーでは佐藤ちのが1979年から使い始め、佐藤の引退後は同期のジャンボ堀が受け継いで1982年から毎試合のように披露していた。
アメリカではグリズリー・スミスやディック・ザ・ブルーザーのスタンプ・ホールドを経て、1990年代にシッド・ビシャスが投げっ放し式をフィニッシュ・ホールドとして使用していた。その後、ジ・アンダーテイカー、ビッグバン・ベイダー、ゲーリー・オブライト、スコット・ノートン、ケビン・ナッシュ、ビル・デモットといった大型レスラーの得意技として定着した。
総合格闘技ではクイントン・"ランペイジ"・ジャクソンが対ヒカルド・アローナ戦でパワーボムからTKO勝ち、ボブ・サップが対アントニオ・ホドリゴ・ノゲイラ戦でノゲイラの関節技から逃れるのにパワーボムを使用していた。また、マーク・コールマンは練習中のスパーリングのさなかで弟子に当たるケビン・ランデルマンからパワーボムを受けてしまい、重傷を負ったとされている。

## 派生技

### スタンディング系
滞空式パワーボム
相手を頭上に持ち上げてから数秒溜めを作ってから落とす。越中詩郎が使い手で通称「侍パワーボム」とも呼ばれることがある。越中は相手をフォールするときにくの字になった相手の尻の上に圧し掛かってフォールする場合が多い。このときに両拳または片拳を突き上げ勝利を誇示する時も多い。「侍」は越中がメキシコ遠征でのリングネームが「サムライ・シロー」だったことに由来する。
垂直落下式パワーボム
相手を頭上に持ち上げた後、相手を逆さまの状態に変えて、パイルドライバーの体勢で頭から勢いよく落とす。主な使い手は川田利明。海外では、技を決めるときがパワーボムの原型のように見えることから、元祖ボムまたは川田の名前から取った川田ドライバーと呼ばれている。
餅つきパワーボム
ロコモーション式、連続式、起き上がり小法師式とも呼ばれている。相手を叩きつけた後、背筋力で持ち上げて（実際は対戦相手が手をつかんで自ら上体を起こす場合もある）さらに落とす。これを数度繰り返す。
元祖はランス・ストームで、その後はクリス・ジェリコ、高岩竜一が使用。ブロック・レスナーも使っていた。デビル雅美は前にドンと叩きつける動作を繰り返すことから「どんぐり」と呼称している。
サンダーファイヤー・パワーボム
通常のパワーボムのように相手を自らの頭上にまで持ち上げるのではなく、相手を自らの肩の上あたりに担ぎ上げるカナディアン・バックブリーカーに類似した体勢からのパワーボム。
大仁田厚が若手時代に多用した、同様の体勢から自ら後方や前方に倒れ込み、相手の背中をマットに痛打するサンダーファイヤー1号 / 2号を元に開発、ザ・グレート・サスケ他インディー系のレスラーにも使い手が多い。
改良系としてエル・サムライが「サムライ・ボム」として膝着地ジャンピング式を、長与千種は「ランニング・スリー」として、相手を担ぎ上げた後、助走をつけて放り投げる投げっ放し式を、ジョニー・スミスは「パワープレート（初期・中期型）」、井上京子は「ナイアガラ・ドライバー」としてシットダウン式を考案している。
ビッグ・クランチ
ベイダー・パワーボムとも呼ばれている。ビッグバン・ベイダーのオリジナル技。高角度のパワーボムで、投げ捨て式での使用が多い。
ラストライド
ツームストーン・パイルドライバーが、当時のWWF（現WWE）の方針によって禁止技とされたため、それに代わって開発されたジ・アンダーテイカーの技。相手を一度抱え上げた後で相手のタイツの両サイドを握り、さらにもう一段高い位置に高々と抱え上げてから叩き落すフィニッシュ・ムーブ。
日本ではマグニチュード岸和田、GAINA、スーパー宇宙パワー、諏訪魔、タイチ、優宇が主な使い手。
パワージャック
小橋建太が若手時代に考案した技。パワーボム後に相手の足を離さずに前方回転し、ジャックナイフに移行する。
ジャックナイフ・パワーボム
ディーゼルことケビン・ナッシュの必殺技。上記のパワージャックと間違えやすいが、ジャックナイフに行くのではなく、こちらはジャックナイフの様な破壊力があるという意味で名付けられた。形は通常の投げっ放しのパワーボムであるが、叩きつける時に体を前屈させず、頂点まで持ち上げ、そのまま重力任せに投げ捨てる。長身のナッシュならではの技である。
スリング・ショット・パワーボム
相手を頭上まで担ぎ上げ、そのままトップロープに相手の背中を打ちつけ、その反動を利用してマットに叩きつけるリバウンド式パワーボム。長身のケンドール・ウインダムは "Powerbomb O'Doom" の名称で使用していた。
振り子式パワーボム
振り子式スパイン・バスター。スパイン・バスターの派生技だが、効果はパワーボムに近い。立っている相手の股下正面から自らの頭を入れ、あるいは腹部に自分の肩を当てる形で、その状態のまま相手の両足を持つ。そして、そのまま自らの状態を起こし、再び前方に前屈みになると同時に相手の体を掴んでいる足を支点に勢いよく反転させて背面から叩きつける。カウンターでも使用される。
パトリオットがパトリオット・ボムとして使用。
ターボ・ドロップII
サイド・スープレックスをかける体勢から旋回しながら肩の上まで持ち上げ、その遠心力を利用しながら前方に放り投げる。かけられた相手は水平方向に旋回しながらマットに叩きつけられる。ジム・スティールの得意技。
ターンバックル・パワーボム
パワーボムの体勢で持ち上げ、エプロンコーナー（ターンバックル）にそのまま打ち付ける危険な技。小橋建太が開発した技
小橋以外では、ジョン・シナ、セス・ロリンズ、ブライアン・ケイジらが使用している。
雪崩式パワーボム
コーナー最上段からのパワーボム。術者がコーナーから飛び降りながらパワーボムを掛ける。コーナーからの落差によりダメージが増大する。
ワイルド・ペガサスが、この技で獣神サンダー・ライガーを失神させた。他にはザ・グラジエーターが「カミカゼ・アッサムボム」として得意としていた。
スーパーフリーク
相手の胴を抱えて引き寄せ、その勢いを利用して相手の体を縦に回転させ、その遠心力を使いパワーボムの体勢に抱えあげ、回転の流れのままスパイラル・ボムのように横回転し仕掛ける。長与千種が本格的にカムバックした際、上記の「ランニング・スリー」と共に新技として公開した。
ダブルアーム・パワーボム
相手を前かがみにさせた後、ダブルアームの体勢で持ち上げ、さかさまの状態で胴もしくは太腿の位置に持ち替えて相手をパワーボムの体勢で叩きつける。
工藤めぐみが現役時代くどめドライバー（KUDOMEドライバー）として多用。腕のロックを外さずに脳天から叩きつける形のものはタイガー・ドライバー'91として三沢光晴がここ一番でフィニッシュとして使用していた。工藤の場合、相手の技量によって、クラッチ切り替え後の落とし方を工夫（中腰パワーボム式、膝ジャンプ着地式、シットダウン式）していた。
マイバッハ・ボム
マイバッハ谷口の得意技。通常のパワーボムと違い、相手の頭を自分の股に挟んで胴をクラッチして持ち上げるのではなく、横から胴クラッチして持ち上げ（サイド・スープレックスやレスリングのリフトを仕掛けるような体勢）、肩の上あたりに抱え上げてからパワーボムの体制に切り替えて落とす。前半部は後述するドクター・ボム、後半部は前述したサンダーファイヤー・パワーボムの形。
レイザーズ・エッジ / アウトサイダーズ・エッジ
レイザー・ラモンことスコット・ホールのオリジナル技。前屈状態の相手の頭を自身の股下に差し込み、そのままカナディアン・バックブリーカーの形で担ぎ上げ、その状態で自身の右腕で相手の左脇下を、自身の左腕で相手の右脇下をクラッチし、両腕を高々と伸ばして相手をハイジャック・バックブリーカーの体勢に仕留め、そのまま前傾しつつ前方に投げ捨てるパワーボム。
同型技に新崎人生の高野落とし、ヘルナンデスのボーダー・トス（旧名メガ・ボム）などがある。主な派生技としてダイナマイト・関西が使用した倒れこみ式の通天閣スペシャル、 バッドラック・ファレが使用する直立したままで投げ捨てるバッドラック・フォール、ジェームズ・ストームが使用する旋回式のアイ・オブ・ザ・ストームなどが存在する。
ポップアップ・パワーボム
ケビン・オーエンズ がWWEに所属してから使い始めたフィニッシャー。正面から走ってきた相手の両腋を掴んで高く抱え上げ、相手の腰に腕を持ち替えてからそのままキャッチして投げっぱなしパワーボムに移行する荒技。シットダウン式パワーボムのバージョンも使用する。
トーチャー・ラック・ボム
相手をアルゼンチン・バックブリーカー（別名トーチャー・ラック）の体勢で肩に担ぎ、自分の首を支点に相手の体を水平に回転させながらパワーボムの体勢で落とす。後述のタワーハッカー・ボムが相手の太腿を掴んだ手を後方に回すのに対し、こちらは前方に回して相手を3/4回転させる。
主な使用者はAJスタイルズ（ラック・ボムの名称で使用）、遠藤哲哉（主に投げっぱなし式で使用）、林下詩美。
トルネード・ボム
佐々木健介の得意技。相手と半身の状態から片足を取り、頭上へ担ぎ上げてのからの豪快なパワーボム。
派生技として左腕をハーフネルソンに捕らえた状態から右腕を股下から相手を担ぎ上げてそのままハイアング式トルネードボムに移行するボルケーノ・イラプションが存在するが2004年9月の浅間山噴火に伴い封印。
同型技にラケル・ロドリゲスのテハーナ・ボム（NXT所属時はチンゴナ・ボム）が存在する。
トロフィー・キル
抱え式バックドロップの体勢で相手の左腿を左手で抱え、右手で相手のタイツを順手で掴みながら高々と持ち上げて後方へマットに叩きつける。主な使い手はクラーク・コナーズ。
羅喉
「らごう」と読む。相手の両腕をクロスアームで交差させたまま、相手を捕らえてからカナディアン・バッグブリーカーの体勢で担ぎ上げ、そこから両腕を前方へ引っ張り、振り子の体勢で勢いよく360°後方回転させて後頭部からマットに叩きつける。拳王がジュニアヘビー級時代に得意技としていた。

### ジャンピング系
ジャンピング・パワーボム
パワーボムで頭上まで担ぎ上げたあと、自らジャンプしてから相手をマットに叩き付ける。ジャンプすることで、落差が大きくなることと、勢いがつくという利点がある。ジャンプ時の体勢により2種類に大別される。
シットダウン・ジャンピング・パワーボム
相手を落とす際にジャンプし、同時に自らの両足を前方に大きく開脚しながら尻餅をつくようにして着地して相手を叩きつける。ジャンプをせずに単純に尻餅をつく型も同技と見なされる。フォールする際、自らはマットに尻をつけた状態でエビ固めで固める。よくライガー・ボムと混同されるが、ライガー・ボムは相手を叩きつける際に相手の両腕を足で固めるのに対し、シットダウン式ジャンピング・パワーボムは脚で相手の腕を固めない。
通常はジャンピング・パワーボムと呼称されることが多いが後述の倒れ込み式と区別するため、シットダウン・パワーボム、シットアウト・ジャンピング・パワーボム、シットアウト・パワーボム、開脚式ジャンピング・パワーボム、開脚式パワーボムなど様々な名称で呼ばれているが正式名称は定まっていない。
バティスタは「バティスタ・ボム」、田上明は「ダイナミック・ボム（ダイナミック・パワーボム）」、ザ・グラジエーターは「アッサム・ボム（オーサム・ボム）」、ダグ・ギルバートは「D・ボム」、ジョニー・スミスは「パワープレート（後期型）」として使用。テレビゲーム「ファイヤープロレスリングシリーズ」では「ジャンピング・ボム」の名が用いられている。
前述のレスラーの他、嵐、平田淳嗣、KENTA、リッキー・マルビンらが用いる。
倒れ込み式ジャンピング・パワーボム
相手を叩きつける際にジャンプし、自らの両膝からマットに着地、前のめりになるように前方に倒れ込むようにして相手をマットに落とすパワーボム。
通常はジャンピング・パワーボムと呼称されることが多いが前述のシットダウン式と区別するため、倒れ込み式パワーボム、フォールダウン・ジャンピング・パワーボム、フォールダウン・パワーボム、膝着地式ジャンピング・パワーボム、膝着地式パワーボムなど様々な名称で呼ばれているが正式名称は定まっていない。
マイク・バートンは「バートン・ディザスター」、ボブ・サップは「ビースト・ボム」、パトリオットは「スカイハイ・ジャンピング・パワーボム」として使用。
前述のレスラーの他、森嶋猛、真壁刀義、エル・サムライらが使用。テリー・ゴディも数度使用したこともある。
シットダウン・ラストライド
ラストライドの派生技であり、ラストライドの体勢で持ち上げ、自身もそのままジャンプして、マットに思いきり開脚式で叩き付ける。
飯伏幸太の以前のフィニッシュホールドであったが現在は繋ぎ技として使用。保坂秀樹が「ビルディング・ボム」として使用。この技の派生技としてSHOが「ラストライド・バッククラッカー」を使用している。
ライガー・ボム
獣神サンダー・ライガーのオリジナル技。
相手を落とす際にジャンプして自分の足を開脚し尻餅する形で着地、その時に同時に空中で開脚した脚を相手の腕に引っ掛ける。リングの対角線上をランニングしてから使うこともあり、この場合は「ランニング・ライガー・ボム」あるいは「サンダー・ライガー・ボム」とも呼ばれる。
デビル雅美がすでに1985年頃からパワーフォールの名で使い始めジャンボ堀が使用していたパワーボムの発展形である。当初はパワーボムという技の名前を知らず、同系の技を総称して「ズン」と呼んでいた。
1997年8月15日、JWP女子プロレスのアステールプラザ大会で行われたタッグマッチで尾崎魔弓がプラム麻里子にライガー・ボムを仕掛けたことで日本のプロレス団体で史上初の試合中の事故死を招いた。
スパイラル・ボム
大谷晋二郎のオリジナル技。相手を持ち上げたあと横に回転しながらジャンプして尻餅する形で落とす。落とすときは、前述のライガー・ボムのように自らの足を相手の腕に掛ける場合と、シットダウン・パワーボムのように開脚して落とす時とがある。
ドクター・ボム
スティーブ・ウィリアムスのオリジナル技。海外では「ガットレンチ・パワーボム」と呼ばれている。相手の頭を自分の股に挟んで持ち上げるのではなく、横からの胴クラッチ（レスリングでリフトを仕掛けるような体勢）から正面に持ち上げるシットダウン式ジャンピング・パワーボム。
他の使用者はドクトル・ワグナー・ジュニア、愚乱・浪花、樋口和貞、イホ・デ・ドクトル・ワグナー・ジュニア、ケニー・オメガ（ドクター・ワイリー・ボム）、Ben-K（Ben-Kボム）など。Ben-Kは派生技として旋回式Ben-Kボムも使用。
タイガー・ドライバー
三沢光晴がタイガーマスク（2代目）として活動していた時期に考案したオリジナル技。リバース・フルネルソンの形からダブルアーム・スープレックスのように相手を持ち上げ、相手の両腕を放すと同時に相手の体を反転させて相手の胴を両腕で掴む。そしてシットダウン式ジャンピング・パワーボムの形で落とす。海外では「タイガー・ボム」とも呼ばれている。タイガーマスク時代に取材で公開した初期のタイガードライバーは、フォール時に相手の手を持ち、自分の掛脚を上から掛けるものであった（週刊ゴング特別増刊 必殺技辞典に当時の写真とともに掲載）。アーメッド・ジョンソンは「パール・リバー・プランジ」の名称で使用。
この技のバリエーションにダブルアーム・スープレックスの体勢で体勢持ち上げた後に腕のロックを離さず、そのまま垂直に落とす「タイガー・ドライバー'91」があるが、受身が非常に取りにくく危険なため、三沢も本当に大一番の試合以外では使わなかった。北斗晶も一時期、ほぼ同じ形の技を使用していたが、対戦相手を負傷させてしまったことから、以降使用していない。
全日本女子プロレスのルーシー加山は既に70年代後半頃には使用している。
ブラスター
シュン・スカイウォーカーのオリジナル技。ダブルアーム・スープレックスの体勢で相手を担ぎ上げ、片腕のクラッチを切って相手の側面に移動したのちシットダウンで相手をファルコン・アローの様な形で相手の背中からマットに叩きつける変形タイガー・ドライバー。
BTボム（ブラック・タイガー・ボム）
エディ・ゲレロがブラック・タイガー（2代目）として活動していた時期に考案したオリジナル技。胴の前で両手をクラッチしてから高々と抱え、ハイジャック・バックブリーカーのように脇の下に手を差し入れる形で相手と背中合わせになり、ここから急角度式シットダウン・ジャンピング・パワーボムを打つ。
日本ではダイナマイト関西が「スプラッシュ・マウンテン」の名称で使用して以降は同名称が定着している。関西は雪崩式の「ダイハード関西」も使用。
クロスアーム・スプラッシュ・マウンテン
ピラミッドドライバーの体勢で抱え上げた相手の体をカナディアン・バックブリーカーの形で左肩まで担ぎ上げ、相手を担いだまま軽く助走をつける。そのあと相手の体を前方へ放り投げながら開脚ジャンプし、尻餅をつくように着地すると同時に落下させた相手の体を自分の両足の間へと叩きつける。
ピラミッド・ドライバー
相手の両腕を相手の腹部で交差させた状態で繰り出すシットダウン・ジャンピング・パワーボム。
堀田祐美子が使用する他、TAKAみちのくが「みちのくドライバー」として使用。
パワープレート
ジョニー・スミスが考案。初期、中期、後期の3つの形がある。最初、サンダーファイヤー・パワーボムの体勢からライガー・ボムの体勢で叩きつける形で使用されていた（初期型）が、後にサンダーファイヤー・パワーボムの体勢からシットダウン・ジャンピング・パワーボムの体勢で叩きつける形に変化し（中期型）、さらに後にはシットダウン式ジャンピング・パワーボムとほぼ同じ形（後期型）となった。
ナイアガラ・ドライバー
井上京子の得意技。パワープレートの中期型と同じ。サンダーファイヤー・パワーボムのように担ぎ上げた体勢からシットダウン式ジャンピング・パワーボムの体勢で落とす。
金村キンタローも「ヒューマントーチ」の名前で、担ぎ上げた際の体勢等若干の違いはあるものの、ほぼ同じ技を使用している。
ネック・ハンギング・ボム
ネック・ハンギング・ツリーの状態からシットダウン・ジャンピング・パワーボムにもっていく。
TARUは「T-クラッシュ」、マシュー・ブルームは「ボルドー・ボム」の名称で使用していた。
スカイハイ・ドロップ
スカイハイ・ボムとも呼ばれ、ディーロ・ブラウンが使用。主にカウンターで、相手の両脇を掴んでそのまま高く持ち上げ、その状態からシットダウン・ジャンピング・パワーボムの体勢で叩きつける。
ミラクルエクスタシー
MEN'Sテイオーのオリジナル技。チョークスラムの体勢で相手の喉元をつかんで持ち上げ、そのままシットダウン・ジャンピング・パワーボムに持っていく。
ブルーサンダー
秋山準のオリジナル技。背後から相手を抱えてシットダウン式ジャンピング・パワーボムの形で落とす。全日本時代初期のフィニッシュ・ホールドで当時の秋山のコスチュームのカラーから名付けられた。
その後、橋誠が「ゴリサンダー」の名称で受け継いだ。ジ・ウインガー、塚本拓海は「オキャノンボム」の名称で使用。アポロ・クルーズの「スピンアウト・パワーボム」も同型。
派生技としてリストクラッチ式をシュン・スカイウォーカーが「SSW」の名称で使用。
ストレッチ・ボム
ケンタッキー・ボムとも呼ばれている。小橋建太のオリジナル技。相手の片腕を、相手の股下を通した上でその手首を掴み、その状態のままコブラツイストをかける。そして、そのままの形で頭上へ持ち上げ、パワーボムの体勢に持ち替え、シットダウン・ジャンピング・パワーボムの形で落としてフォールする。相手の片手首は掴んだままの時が多い。秋山準のデビュー戦の時、決め技として初披露。
オレンジ・クラッシュ
小橋建太のオリジナル技。ブレーンバスターの体勢で担ぎ上げ、前方上空へ投げる。同時に素早くパワーボムの体勢で捕まえてシットダウン・ジャンピング・パワーボムの形で落としてフォールする。初披露（相手は大森隆男）時、実況していた佐藤啓アナウンサーは、咄嗟に「ブレーンバスター・ボムだ!」と叫んだ。技名は当時の小橋のニックネームをそのまま名前としている。
類似技として、これをベースにハヤブサが開発した「ファルコン・アロー」がある。こちらは垂直落下式、旋回式といったバリエーションでも披露された。ファルコン・アローのバリエーションとして、ブレーンバスターではなく一本背負の体勢で投げた状態で相手を捕まえる一本背負い式を宮脇純太が使用している。
サイバー・ボム
吉田隆司のオリジナル技。相手の手首を掴んで、走りこんでのパワーボム。受身が取れないため、非常に危険な技。
クロスファイヤー
CIMAのオリジナル技。相手の両腕を股下で交差させた状態でクラッチし、そのまま両腿裏から抱え上げ、シットダウンしてマットに叩き付けるクロスアーム式の変型ライガー・ボム。最初は浜松バスターと呼ばれていた。
獣神サンダー・ライガーから、この技でオープン・ザ・ドリームゲート王座を奪冠した。さらに吉野正人とのオープン・ザ・ドリームゲート選手権試合ではクロスファイヤーを放ってから相手の首を自分の両足で締め上げる「クロスファイヤー・ナシエンテ」という関節技を披露した。
鬼殺し
矢野通のオリジナル技。水車落としの体勢で担ぎ上げ、そのままパワーボムの体勢に持ち替え叩きつける変形フォールダウン・パワーボム。
タワーハッカー・ボム
ライオネス飛鳥のオリジナル技。相手をリバースアルゼンチン・バックブリーカーのように肩に担ぎ、相手の太腿を後方に引いて自分の首を支点に相手の体を水平に回転させながらシットダウン式ジャンピング・パワーボムの体勢で落とす。ライオネス飛鳥がフィニッシュ技として開発した技だが、飛鳥のオリジナル技とは知らなかった豊田真奈美が、一度だけ使ったことがある。
ファイヤーマンズキャリー・ボム
ファイヤーマンズキャリーの体勢から相手を旋回して、シットダウン・パワーボムで落とす。KENTAが一時使用していた。
サンセット・フリップ・パワーボム
2タイプに分かれる。1つは、コーナーまたはエプロンに立っている相手を、前転してから持って敢行する。もう1つは前屈みの相手の背中に乗り、勢いよく一回転する。この時、通常のパワーボムよりも速度が速い且エビ固めへ移行するため、便利な技である。
イグチ・ボム
日高郁人の得意技。相手と正対の状態から片足を取って肩に担ぎ、もう片足もすくい上げてライガーボムで落とす。中邑真輔のおからボムも同型。
ギターラ・デ・アンヘル
エル・デスペラードのオリジナル技で、名前は「天使のギター」の意。変形のシットダウン式サンダーファイヤーパワーボム。相手の右腕をコブラツイストの体勢で捕らえた後、自らの右肩口に担ぎ上げ、カナディアン・バックブリーカーの体勢に移行し、相手の右腕と胴体を抱え込んだ状態で開脚ジャンプをしながら、脳天または背中からマットに叩きつける。
ブラックアウト
ランス・アーチャーのオリジナル技。インディー時代から現在まで使われているフィニッシュ・ホールド。オクラホマ・スタンピードの体勢で担ぎこみながら相手の両脇を抱え込み、高々とリフトアップさせてからその後、シットダウン・パワーボムのように相手の体を一回転させながらマットに叩き付ける。
トップコーナーに座らせた相手に対して放つ型も使用する。腰を負傷してからは、尻餅をつくのではなく両膝を着く形が多く見られるようになった。
マイバッハ・ボム・ツヴァイ
谷口周平のオリジナル技。相手の背後から相手の腰に腕を回すジャーマン・スープレックスのように相手を持ち上げてから相手の両肩を掴み前へ相手を投げ捨てる荒技。2017年より使用しているフィニッシュホールド。

### 合体技
ツープラトン・パワーボム
合体パワーボムとも呼ばれている。片方の選手がパワーボムで担ぎ上げると同時に、パートナーの選手が相手の頭部を両手で掴み、そのままパワーボムで叩きつけるときにパートナーがアシストして勢いを増す。
喉輪ボム
チョークボムとも呼ばれている。川田利明と田上明の合体技。片方の選手がパワーボムで担ぎ上げると同時に、パートナーの選手が相手の喉を喉輪落とし（チョークスラム）のように片手で掴み、そのままパワーボムで叩きつけると同時にパートナーがアシストして勢いを増す。
セルフサービス・ボム
K-ness.と横須賀享の合体技。相手に味方を攻撃したという錯覚を与える。
スーパー・パワーボム
冬木弘道、邪道、外道の合体技。技を仕掛ける選手がコーナー最上段に座って、残り2選手が相手を抱え上げて高角度パワーボムの体勢になるようアシストをして、コーナー最上段から飛び降りながらパワーボムを仕掛ける。コーナーからの落差、パートナーのアシストによる落下速度の上昇により、大きなダメージを与える。

### 関連技
パワーボムの入り方からパワーボム以外に派生する技、および技名にパワーボムを冠するが分類上パワーボムではない技について記載する。
リバース・パワーボム
ビッグバン・ベイダーのオリジナル技。相手の背後から胴に、両腕を回して相手の頭を下に振らせて、腰を抱えたまま宙吊りにすると勢い良く高々と抱え上げて、そのままパワーボムの体勢で相手の顔面からマットに叩きつける。技の分類上はフェイス・バスターとなる。
初公開は、Uインター参戦時の垣原賢人戦。垣原はこの一撃で完全にKOされてしまい、凄まじい衝撃を与えた。
ジャンボ・スープレックス
ジャンボ堀のオリジナル技。パワーボムの体勢からそのまま後ろに反り投げて顔面から落とす。ビッグ・ショーのアリウープも同型であり、この技もリバース・パワーボムと呼ばれることがある。
フェニックス・プレックス
パワーボムの体勢で頭上に持ち上げた相手の首に両手を回してクラッチし直し、後ろに反り投げながら相手の首や背中をマットに叩きつけ、ブリッジしながらホールドする。
飯伏幸太が開発した技で、その他の使い手としてドラゴン・リーがいる。
リバース・タイガー・ドライバー
山川竜司のオリジナル技。タイガー・ドライバーの体勢で抱え上げた後、相手の腕を離さずにジャンプして自らの足を開脚、腕をロックしたまま相手を前面から叩きつける。
パワーボムの一歩手前
火野裕士のオリジナル技。パワーボムで持ち上げる前の状態からそのまま太腿で頭部を締め上げギブアップを狙う。
パワーボム・ラングブローラー
パワーボムの体勢で持ち上げた後、マットに叩きつけるのではなく、落とす際に自分の膝を相手の背面へと立てる。そのため相手は受け身を取りづらいので、マットよりもより大きなダメージを与えることができる。膝を立てる部分はガットバスターと同型。

## 返し技
パワーボムは決まれば大きなダメージを与えることができるが、それだけに防御策も数多く開発されている。逆にカウンターとしてパワーボムを仕掛けることもある。
パンチ
持ち上げられた際に頭にパンチもしくは顔面をかきむしる。地味なせいか最近では見られない。持ち上げられる寸前に巧妙に凶器を手に取り、持ち上げられてから凶器で頭部を攻撃することもある。
フランケン・シュタイナー
相手が頂点まで持ち上げた隙をついて技を実行して投げ捨てるか、そのままフォールに持ち込む。2003年5月2日、新日本プロレスの東京ドーム大会において、蝶野正洋が対小橋建太戦で小橋が花道でパワーボムを仕掛けようとした際に使用。
ウラカン・ラナ・インベルティダ
相手が頂点まで持ち上げた隙をついて技を実行して投げ捨てるか、そのままフォールに持ち込む。三沢光晴はパワーボム返し専用技として使用。
ヘッドシザーズ・ホイップ
相手が頂点まで持ち上げた際に技を実行して投げ捨てる。三沢が田上明、棚橋弘至がジャマールに対して使用。
着地からの背面攻撃
相手が頂点まで持ち上げた勢いを利用してクラッチを振りほどき、そのまま相手の背後に着地してバックドロップ、ジャーマン・スープレックス、スリーパー・ホールドを仕掛ける。
毒霧
相手が頂点まで持ち上げた際に毒霧を吹き付けて相手が怯んでいる間に脱出またはフランケンシュタイナーを仕掛ける。1997年1月4日、新日本プロレスの東京ドーム大会において、グレート・ムタが対パワー・ウォリアー戦でパワーがパワーボムを仕掛けたあとフォール中に使用。
リバース・スープレックス
相手が持ち上げようとするのをこらえて逆に背筋を使って体を反り後ろに放り投げる。投げっ放しにせず、そのままフォールに行くこともある。
足を捉えての攻撃
相手が持ち上げようとするのをこらえて相手の足を取り、ドラゴン・スクリュー、アンクル・ホールド、ヒール・ホールド、アキレス腱固めを仕掛ける。
ローリング・クラッチ・ホールド
相手が頂点まで持ち上げた際に、その勢いを利用して仕掛ける。
三角絞め
相手がパワーボムを仕掛けた際に相手の腕を捕らえて、そのまま絞め上げる。ただし、まともにダメージは受けてしまうため、それに耐え得るだけの強靭な体力が要求される。また、投げ落とされた瞬間の体勢を維持してしまうため、ピンフォールされてしまうリスクを負う。
カナディアン・デストロイヤー
相手が頂点まで持ち上げた際にローリング・クラッチ・ホールドの要領で切り返しながら放っていく。
DDT
相手が頂点まで持ち上げた際に、その勢いを利用して仕掛ける。
フェイス・バスター
相手が頂点まで持ち上げた際に、その勢いを利用して仕掛ける。

## フィクションにおける派生技
スカイランニングストーム
特撮番組『仮面ライダー』の主人公であるスカイライダーの必殺技。ハイジャック・バックブリーカーから助走をつけてジャンプし、相手の頭部から肩口にかけてを地面に叩きつける。